# Боровка (приток Белой Холуницы)
Боровка — река в России, протекает в Белохолуницком районе Кировской области. Устье реки находится в 90 км по правому берегу реки Белая Холуница. Длина реки составляет 13 км.
Река берёт начало на Верхнекамской возвышенности в заболоченном лесу в 9 км к северо-западу от посёлка Климковка. Течёт на юг по ненаселённому, заболоченному лесному массиву. Впадает в Белую Холуницу в 4 км западнее Климковки.

## Данные водного реестра
По данным государственного водного реестра России относится к Камскому бассейновому округу, водохозяйственный участок реки — Вятка от истока до города Киров, без реки Чепца, речной подбассейн реки — Вятка. Речной бассейн реки — Кама.
По данным геоинформационной системы водохозяйственного районирования территории РФ, подготовленной Федеральным агентством водных ресурсов:
- Код водного объекта в государственном водном реестре — 10010300212111100032157
- Код по гидрологической изученности (ГИ) — 111103215
- Код бассейна — 10.01.03.002
- Номер тома по ГИ — 11
- Выпуск по ГИ — 1